# Heidrun Mollenkopf
Heidrun Mollenkopf (* 26. August 1940) ist eine deutsche Soziologin und Gerontologin. Als eine der ersten Soziologen rückte sie den Einsatz von Technik zur Steigerung der Lebensqualität im Alter in den Fokus der wissenschaftlichen Forschung.

## Leben
Mollenkopf studierte Soziologie, Psychologie und Pädagogik in Erlangen, Mannheim und Berlin und promovierte zur Integration alter Menschen durch Nutzung moderner Technik. Sie war Wissenschaftliche Mitarbeiterin an der Universität Mannheim, dann am Wissenschaftszentrum Berlin für Sozialforschung und schließlich bis 2004 am Deutschen Zentrum für Alternsforschung in Heidelberg.
Sie ist Mitglied des Vorstands der Bundesarbeitsgemeinschaft der Seniorenorganisationen und in zahlreichen Gremien auf nationaler und europäischer Ebene aktiv.

## Ehrungen
- 2012: Verdienstkreuz am Bande der Bundesrepublik Deutschland[1]